# Portugalia na Letnich Igrzyskach Olimpijskich 2012
Portugalię na Letnich Igrzyskach Olimpijskich 2012 reprezentowało 76 zawodników: 44 mężczyzn i 32 kobiety. Był to 23. start reprezentacji Portugalii na letnich igrzyskach olimpijskich.

## Zdobyte medale
| Medal  | Zawodnik                        | Dyscyplina  | Konkurencja         | Rezultat     |
| ------ | ------------------------------- | ----------- | ------------------- | ------------ |
| Srebro | Fernando Pimenta, Emanuel Silva | Kajakarstwo | K-2 1000 m mężczyzn | 3:09,699 min |

## Skład kadry

### Badminton
Mężczyźni
| Zawodnik      | Konkurencja    | Faza grupowa                 | Faza grupowa      | Faza grupowa      | Faza grupowa | Eliminacje        | Ćwierćfinał       | Półfinał          | Finał             | Finał   |
| Zawodnik      | Konkurencja    | Przeciwnik Punkty            | Przeciwnik Punkty | Przeciwnik Punkty | Miejsce      | Przeciwnik Punkty | Przeciwnik Punkty | Przeciwnik Punkty | Przeciwnik Punkty | Miejsce |
| ------------- | -------------- | ---------------------------- | ----------------- | ----------------- | ------------ | ----------------- | ----------------- | ----------------- | ----------------- | ------- |
| Pedro Martins | gra pojedyncza | Peter Gade 0-2 (14:21, 8:21) |                   |                   | 2.           |                   |                   |                   |                   | 17.     |

Kobiety
| Zawodniczka  | Konkurencja    | Faza grupowa                         | Faza grupowa                        | Faza grupowa         | Faza grupowa | Eliminacje           | Ćwierćfinał          | Półfinał             | Finał                | Finał   |
| Zawodniczka  | Konkurencja    | Przeciwniczka Punkty                 | Przeciwniczka Punkty                | Przeciwniczka Punkty | Miejsce      | Przeciwniczka Punkty | Przeciwniczka Punkty | Przeciwniczka Punkty | Przeciwniczka Punkty | Miejsce |
| ------------ | -------------- | ------------------------------------ | ----------------------------------- | -------------------- | ------------ | -------------------- | -------------------- | -------------------- | -------------------- | ------- |
| Telma Santos | gra pojedyncza | Thilini Jayasinghe 2-0 (21:9, 21:11) | Ratchanok Intanon 0-2 (12:21, 6:21) |                      | 2.           |                      |                      |                      |                      | 17.     |

### Gimnastyka
Mężczyźni
| Zawodnik      | Konkurencje            | Konkurencje            | Konkurencje     | Konkurencje     | Konkurencje                 | Konkurencje                 | Konkurencje          | Konkurencje          | Konkurencje            | Konkurencje            | Konkurencje         | Konkurencje         | Konkurencje | Konkurencje | Konkurencje        | Konkurencje        |
| Zawodnik      | Wielobój indywidualnie | Wielobój indywidualnie | Ćwiczenia wolne | Ćwiczenia wolne | Ćwiczenia na koniu z łękami | Ćwiczenia na koniu z łękami | Ćwiczenia na kółkach | Ćwiczenia na kółkach | Ćwiczenia na poręczach | Ćwiczenia na poręczach | Ćwiczenia na drążku | Ćwiczenia na drążku | Skoki       | Skoki       | Wielobój drużynowy | Wielobój drużynowy |
| Zawodnik      | Wynik                  | Pozycja                | Wynik           | Pozycja         | Wynik                       | Pozycja                     | Wynik                | Pozycja              | Wynik                  | Pozycja                | Wynik               | Pozycja             | Wynik       | Pozycja     | Wynik              | Pozycja            |
| ------------- | ---------------------- | ---------------------- | --------------- | --------------- | --------------------------- | --------------------------- | -------------------- | -------------------- | ---------------------- | ---------------------- | ------------------- | ------------------- | ----------- | ----------- | ------------------ | ------------------ |
| Manuel Campos | 82,899                 | 35.                    | 14,166          | 45.             | 12,500                      | 59.                         | 14,433               | 39.                  | 14,400                 | 45.                    | 13,200              | 63.                 | 14,200      | 65.         |                    |                    |

Kobiety
| Zawodniczka | Wynik                  | Wynik                  | Wynik           | Wynik           | Wynik                  | Wynik                  | Wynik                   | Wynik                   | Wynik  | Wynik   | Wynik              | Wynik              |
| Zawodniczka | Wielobój indywidualnie | Wielobój indywidualnie | Ćwiczenia wolne | Ćwiczenia wolne | Ćwiczenia na poręczach | Ćwiczenia na poręczach | Ćwiczenia na równoważni | Ćwiczenia na równoważni | Skoki  | Skoki   | Wielobój drużynowy | Wielobój drużynowy |
| Zawodniczka | Wynik                  | Pozycja                | Wynik           | Pozycja         | Wynik                  | Pozycja                | Wynik                   | Pozycja                 | Wynik  | Pozycja | Wynik              | Pozycja            |
| ----------- | ---------------------- | ---------------------- | --------------- | --------------- | ---------------------- | ---------------------- | ----------------------- | ----------------------- | ------ | ------- | ------------------ | ------------------ |
| Zoi Lima    | 49,931                 | 53.                    | 12,033          | 78.             | 11,766                 | 72.                    | 12,266                  | 59.                     | 13,566 | 60.     |                    |                    |

#### Skoki na trampolinie
Mężczyźni
| Zawodnik        | Konkurencja | Eliminacje                     | Eliminacje                 | Eliminacje        | Eliminacje         | Eliminacje | Finał            | Finał             | Finał       | Finał        | Finał           | Finał   |
| Zawodnik        | Konkurencja | Eliminacje – Układ obowiązkowy | Eliminacje – Układ dowolny | Eliminacje – Kara | Eliminacje – Razem | Pozycja    | Finał – Trudność | Finał – Wykonanie | Finał – Lot | Finał – Kara | Finał – Łącznie | Pozycja |
| Zawodnik        | Konkurencja | Punkty                         | Punkty                     | Punkty            | Punkty             | Pozycja    | Punkty           | Punkty            | Punkty      | Punkty       | Punkty          | Pozycja |
| --------------- | ----------- | ------------------------------ | -------------------------- | ----------------- | ------------------ | ---------- | ---------------- | ----------------- | ----------- | ------------ | --------------- | ------- |
| Diogo Ganchinho | mężczyźni   | 48,800                         | 12,640                     | –                 | 61,440             | 15.        |                  |                   |             |              |                 |         |
| Ana Rente       | kobiety     | 47,265                         | 53,010                     | –                 | 100,275            | 11.        |                  |                   |             |              |                 |         |

### Jeździectwo
| Zawodnik         | Konkurencja              | Grand Prix | Grand Prix | Grand Prix Special | Grand Prix Special | Finał  | Finał |
| Zawodnik         | Konkurencja              | Wynik      | Poz.       | Wynik              | Poz.               | Wynik  | Poz.  |
| ---------------- | ------------------------ | ---------- | ---------- | ------------------ | ------------------ | ------ | ----- |
| Gonçalo Carvalho | Ujeżdżenie indywidualnie | 71,520     | 22.        | 74,222             | 13.                | 77,607 | 16.   |

| Zawodnik                | Konkurencja         | Runda 1 | Runda 1 | Runda 2 | Runda 2 | Runda 2 | Runda 3 | Runda 3 | Runda 3 | Finał   | Finał   | Finał   | Finał   | Finał | Finał |
| Zawodnik                | Konkurencja         | Runda 1 | Runda 1 | Runda 2 | Runda 2 | Runda 2 | Runda 3 | Runda 3 | Runda 3 | Runda A | Runda A | Runda B | Runda B | Razem | Razem |
| Zawodnik                | Konkurencja         | Błędy   | Poz.    | Błędy   | Razem   | Poz.    | Błędy   | Razem   | Poz.    | Błędy   | Poz.    | Błędy   | Poz.    | Błędy | Poz.  |
| ----------------------- | ------------------- | ------- | ------- | ------- | ------- | ------- | ------- | ------- | ------- | ------- | ------- | ------- | ------- | ----- | ----- |
| Luciana Diniz-Knippling | skoki indywidualnie | 8       | 60.     | 0       | 8       | 31.     | 4       | 12      | 26.     | 1       | 7.      | 9       | 17.     | 10    | 17.   |

### Judo
Mężczyźni
| Zawodnik  | Konkurencja | 1/32             | 1/16                         | 1/8              | Ćwierćfinał      | Półfinał         | Pierwsza runda repasaży | Półfinał repasaży | Finał            | Finał   |
| Zawodnik  | Konkurencja | Przeciwnik Wynik | Przeciwnik Wynik             | Przeciwnik Wynik | Przeciwnik Wynik | Przeciwnik Wynik | Przeciwnik Wynik        | Przeciwnik Wynik  | Przeciwnik Wynik | Pozycja |
| --------- | ----------- | ---------------- | ---------------------------- | ---------------- | ---------------- | ---------------- | ----------------------- | ----------------- | ---------------- | ------- |
| João Pina | −73 kg      |                  | Wołodymyr Soroka 0011 – 0102 |                  |                  |                  |                         |                   |                  | 17.     |

Kobiety
| Zawodniczka    | Konkurencja | 1/16                     | 1/8                        | Ćwierćfinał         | Półfinał            | Pierwsza runda repasaży | Półfinał repasaży   | Finał               | Finał   |
| Zawodniczka    | Konkurencja | Przeciwniczka Wynik      | Przeciwniczka Wynik        | Przeciwniczka Wynik | Przeciwniczka Wynik | Przeciwniczka Wynik     | Przeciwniczka Wynik | Przeciwniczka Wynik | Pozycja |
| -------------- | ----------- | ------------------------ | -------------------------- | ------------------- | ------------------- | ----------------------- | ------------------- | ------------------- | ------- |
| Joana Ramos    | – 52 kg     |                          | Priscilla Gneto 0000- 1001 |                     |                     |                         |                     |                     | 9.      |
| Telma Monteiro | – 57 kg     | Marti Malloy 0000- 0001  |                            |                     |                     |                         |                     |                     | 17.     |
| Yahima Ramirez | – 78 kg     | Gemma Gibbons 0000- 1000 |                            |                     |                     |                         |                     |                     | 17.     |

### Kajakarstwo
Mężczyźni
| Zawodnik                       | Konkurencja | Eliminacje | Eliminacje | Półfinały | Półfinały | Finał A/B | Finał A/B | Pozycja |
| Zawodnik                       | Konkurencja | Czas       | Pozycja    | Czas      | Pozycja   | Czas      | Pozycja   | Pozycja |
| ------------------------------ | ----------- | ---------- | ---------- | --------- | --------- | --------- | --------- | ------- |
| Fernando Pimenta Emanuel Silva | K-2 1000 m  | 3:13,710   | 2.         | 3:14,017  | 3.        | 3:09,699  | 2.(A)     | srebro  |

Kobiety
| Zawodniczka                                                     | Konkurencja | Eliminacje | Eliminacje | Półfinały | Półfinały | Finał    | Finał   | Pozycja |
| Zawodniczka                                                     | Konkurencja | Czas       | Pozycja    | Czas      | Pozycja   | Czas     | Pozycja | Pozycja |
| --------------------------------------------------------------- | ----------- | ---------- | ---------- | --------- | --------- | -------- | ------- | ------- |
| Teresa Portela                                                  | K-1 200 m   | 42,673     | 3.         | 41,562    | 3.        | 46,549   | 8. (A)  | 8.      |
| Teresa Portela                                                  | K-1 500 m   | 1:51,887   | 2.         | 1:53,064  | 3.        | 1:53,597 | 3. (B)  | 11.     |
| Joana Vasconcelos Beatriz Gomes                                 | K-2 500 m   | 1:44,660   | 2.         | 1:43,305  | 3.        | 1:44,924 | 6. (A)  | 6.      |
| Teresa Portela Joana Vasconcelos Beatriz Gomes Helena Rodrigues | K-4 500 m   | 1:32,785   | 2.         |           |           | 1:33,453 | 6. (A)  | 6.      |

### Kolarstwo

#### Kolarstwo szosowe
| Zawodnik               | Konkurencja                    | Czas     | Pozycja |
| ---------------------- | ------------------------------ | -------- | ------- |
| Rui Alberto Costa      | wyścig ze startu wspólnego (m) | 5:46:05  | 13.     |
| Manuel Antonio Cardoso | wyścig ze startu wspólnego (m) | 5:46:37  | 49.     |
| Nélson Filipe Oliveira | wyścig ze startu wspólnego (m) | 5:46:37  | 69.     |
| Nélson Filipe Oliveira | jazda indywidualna na czas (m) | 54:41,57 | 18.     |

#### Kolarstwo górskie
| Zawodnik   | Konkurencja       | Czas    | Pozycja |
| ---------- | ----------------- | ------- | ------- |
| David Rosa | cross-country (m) | 1:33:50 | 23.     |

### Lekkoatletyka
Mężczyźni
Konkurencje biegowe
| Zawodnik         | Konkurencja           | Eliminacje | Eliminacje | Ćwierćfinał | Ćwierćfinał | Półfinał | Półfinał | Finał                    | Finał                    |
| Zawodnik         | Konkurencja           | Wynik      | Miejsce    | Wynik       | Miejsce     | Wynik    | Miejsce  | Wynik                    | Miejsce                  |
| ---------------- | --------------------- | ---------- | ---------- | ----------- | ----------- | -------- | -------- | ------------------------ | ------------------------ |
| Arnaldo Abrantes | 200 m                 | 20,88      | 5.         |             |             |          |          |                          |                          |
| Luís Feiteira    | maraton               |            |            |             |             |          |          | 2:19:40                  | 48.                      |
| Rui Pedro Silva  | maraton               |            |            |             |             |          |          | nie ukończył konkurencji | nie ukończył konkurencji |
| João Almeida     | 110 m przez płotki    | 13,69      | 6.         |             |             |          |          |                          |                          |
| Jorge Paula      | 400 m przez płotki    | 51,40      | 8.         |             |             |          |          |                          |                          |
| Alberto Paulo    | 3000 m z przeszkodami | 8:40,74    | 31         |             |             |          |          |                          |                          |
| João Vieira      | chód 20 km            |            |            |             |             |          |          | 1:20:41                  | 11.                      |
| João Vieira      | chód 50 km            |            |            |             |             |          |          | nie ukończył konkurencji | nie ukończył konkurencji |
| Pedro Isidro     | chód 50 km            |            |            |             |             |          |          | 3:58:59                  | 40.                      |

Konkurencje techniczne
| Zawodnik     | Konkurencja    | Kwalifikacje | Kwalifikacje | Finał | Finał   |
| Zawodnik     | Konkurencja    | Wynik        | Miejsce      | Wynik | Miejsce |
| ------------ | -------------- | ------------ | ------------ | ----- | ------- |
| Marco Fortes | pchnięcie kulą | 20,06        | 15.          |       |         |
| Marcos Chuva | skok w dal     | 7,55         | 28.          |       |         |
| Edi Maia     | skok o tyczce  | 5,20         | 24.          |       |         |

Kobiety
Konkurencje biegowe
| Zawodnik        | Konkurencja           | Eliminacje | Eliminacje | Ćwierćfinał | Ćwierćfinał | Półfinał | Półfinał | Finał    | Finał   |
| Zawodnik        | Konkurencja           | Wynik      | Miejsce    | Wynik       | Miejsce     | Wynik    | Miejsce  | Wynik    | Miejsce |
| --------------- | --------------------- | ---------- | ---------- | ----------- | ----------- | -------- | -------- | -------- | ------- |
| Sara Moreira    | 10 000 m              |            |            |             |             |          |          | 31:16,44 | 14.     |
| Jéssica Augusto | maraton               |            |            |             |             |          |          | 2:25:11  | 7.      |
| Marisa Barros   | maraton               |            |            |             |             |          |          | 2:26:13  | 13.     |
| Ana Dulce Félix | maraton               |            |            |             |             |          |          | 2:28:12  | 21      |
| Clarisse Cruz   | 3000 m z przeszkodami | 9:30,06    | 5.         |             |             |          |          | 9:32,44  | 11.     |
| Vera Barbosa    | 400 m przez płotki    | 55,22      | 3.         |             |             | 56,27    | 7.       |          |         |
| Ana Cabecinha   | chód 20 km            |            |            |             |             |          |          | 1:28:03  | 9.      |
| Inês Henriques  | chód 20 km            |            |            |             |             |          |          | 1:29:54  | 15.     |
| Vera Santos     | chód 20 km            |            |            |             |             |          |          | 1:35:51  | 49.     |

Konkurencje techniczne
| Zawodniczka          | Konkurencja   | Kwalifikacje | Kwalifikacje | Finał | Finał   |
| Zawodniczka          | Konkurencja   | Wynik        | Miejsce      | Wynik | Miejsce |
| -------------------- | ------------- | ------------ | ------------ | ----- | ------- |
| Vânia Silva          | rzut młotem   | 62,81        | 35.          |       |         |
| Maria Leonor Tavares | skok o tyczce | 4,10         | 31.          |       |         |
| Irina Rodrigues      | rzut dyskiem  | 55,58        | 32.          |       |         |
| Patrícia Mamona      | trójskok      | 14,11        | 13.          |       |         |

### Pływanie
Mężczyźni
| Zawodnik           | Konkurencja       | Eliminacje | Eliminacje | Półfinał | Półfinał | Finał     | Finał   |
| Zawodnik           | Konkurencja       | Czas       | Miejsce    | Czas     | Miejsce  | Czas      | Miejsce |
| ------------------ | ----------------- | ---------- | ---------- | -------- | -------- | --------- | ------- |
| Tiago Venâncio     | 200 m dowolnym    | 1:52,36    | 34.        |          |          |           |         |
| Pedro Oliveira     | 200 m grzbietowym | 1:58,83    | 20.        |          |          |           |         |
| Pedro Oliveira     | 200 m motylkowym  | 1:58,45    | 22.        |          |          |           |         |
| Carlos Almeida     | 100 m klasycznym  | 1:01,40    | 25.        |          |          |           |         |
| Simão Morgado      | 100 m motylkowym  | 53,26      | 32.        |          |          |           |         |
| Diogo Carvalho     | 200 m zmiennym    | 2:00,40    | 18.        |          |          |           |         |
| Diogo Carvalho     | 200 m zmiennym    | 4:23,06    | 26.        |          |          |           |         |
| Arsenyi Lavrentyev | 10 km             |            |            |          |          | 1:51:37,2 | 19.     |

Kobiety
| Zawodniczka   | Konkurencja      | Eliminacje | Eliminacje | Półfinał | Półfinał | Finał | Finał   |
| Zawodniczka   | Konkurencja      | Czas       | Miejsce    | Czas     | Miejsce  | Czas  | Miejsce |
| ------------- | ---------------- | ---------- | ---------- | -------- | -------- | ----- | ------- |
| Sara Oliveira | 200 m motylkowym | 2:11,54    | 24.        |          |          |       |         |
| Sara Oliveira | 100 m motylkowym | 1:00,44    | 36.        |          |          |       |         |
| Ana Rodrigues | 100 m klasycznym | 1:10,62    | 35.        |          |          |       |         |

### Strzelectwo
Mężczyźni
| Zawodnik   | Konkurencja | Kwalifikacje | Kwalifikacje | Finał | Finał   |
| Zawodnik   | Konkurencja | Wynik        | Pozycja      | Wynik | Pozycja |
| ---------- | ----------- | ------------ | ------------ | ----- | ------- |
| João Costa | ppn 60      | 583          | 8.           | 682,3 | 7.      |
| João Costa | pdw 60      | 559          | 9.           |       |         |

Kobiety
| Zawodnik       | Konkurencja | Kwalifikacje | Kwalifikacje | Finał | Finał   |
| Zawodnik       | Konkurencja | Wynik        | Pozycja      | Wynik | Pozycja |
| -------------- | ----------- | ------------ | ------------ | ----- | ------- |
| Joana Castelão | ppn 60      | 381          | 15.          |       |         |
| Joana Castelão | psp 30+30   | 571          | 33.          |       |         |

### Tenis stołowy
| Zawodnik                                    | Konkurencja           | Eliminacje       | Runda 1                                                      | Runda 2                                  | Runda 3          | 1/8 finału            | Ćwierćfinały           | Półfinały        | Finał            | Finał   |
| Zawodnik                                    | Konkurencja           | Przeciwnik Wynik | Przeciwnik Wynik                                             | Przeciwnik Wynik                         | Przeciwnik Wynik | Przeciwnik Wynik      | Przeciwnik Wynik       | Przeciwnik Wynik | Przeciwnik Wynik | Pozycja |
| ------------------------------------------- | --------------------- | ---------------- | ------------------------------------------------------------ | ---------------------------------------- | ---------------- | --------------------- | ---------------------- | ---------------- | ---------------- | ------- |
| Marcos Freitas                              | gra pojedyncza (m)    |                  | Lin Ju 4-1 (11:6, 11:5, 12:10, 11:3)                         | Oh Sang-eun 0-4 (8:11, 6:11, 2:11, 8:11) |                  |                       |                        |                  |                  | 17.     |
| João Monteiro                               | gra pojedyncza (m)    |                  | William Henzell 2-4 (11:2, 8:11, 9:11, 6:11, 11:6, 10:12)    |                                          |                  |                       |                        |                  |                  | 33.     |
| Tiago Apolónia Marcos Freitas João Monteiro | turniej drużynowy (m) |                  |                                                              |                                          |                  | Wielka Brytania · 3-0 | Korea Południowa · 2-3 |                  |                  | 5.      |
| Lei Huang Mendes                            | gra pojedyncza (k)    |                  | Nanthana Komwong 3-4 (11:4, 11:3,6:11,14:12,5:11,9:11,10:12) |                                          |                  |                       |                        |                  |                  | 49.     |

### Triathlon
| Zawodnik   | Konkurencja | Pływanie (1,5 km) | Jazda na rowerze (40 km) | Bieg (10 km) | Czas    | Pozycja |
| ---------- | ----------- | ----------------- | ------------------------ | ------------ | ------- | ------- |
| João Silva | mężczyźni   | 17:22             | 58:54                    | 30:33        | 1:47:51 | 9.      |
| Bruno Pais | mężczyźni   | 18:57             | 58:44                    | 32:30        | 1:51:22 | 41.     |

### Wioślarstwo
Mężczyźni
| Zawodnik                | Konkurencja | Eliminacje | Eliminacje | Repesaż | Repesaż | Ćwierćfinały | Ćwierćfinały | Półfinały C/D | Półfinały C/D | Półfinały A/B | Półfinały A/B | Finał C/D | Finał C/D | Finał A/B | Finał A/B | Miejsce |
| Zawodnik                | Konkurencja | Czas       | M.         | Czas    | M.      | Czas         | M.           | Czas          | M.            | Czas          | M.            | Czas      | M.        | Czas      | M.        | Miejsce |
| ----------------------- | ----------- | ---------- | ---------- | ------- | ------- | ------------ | ------------ | ------------- | ------------- | ------------- | ------------- | --------- | --------- | --------- | --------- | ------- |
| Pedro Fraga Nuno Mendes | LM2x        | 6:37,91    | 2.         |         |         |              |              |               |               | 6:37,99       | 3.            |           |           | 6:44,80   | 5.(A)     | 5.      |

### Żeglarstwo
Kobiety
| Zawodnik   | Konkurencja  | Wyścig | Wyścig | Wyścig | Wyścig | Wyścig | Wyścig | Wyścig | Wyścig | Wyścig | Wyścig | Wyścig | Punkty | Finałowa pozycja |
| Zawodnik   | Konkurencja  | 1      | 2      | 3      | 4      | 5      | 6      | 7      | 8      | 9      | 10     | M*     | Punkty | Finałowa pozycja |
| ---------- | ------------ | ------ | ------ | ------ | ------ | ------ | ------ | ------ | ------ | ------ | ------ | ------ | ------ | ---------------- |
| Sara Carmo | Laser Radial | 32     | 22     | 17     | 20     | 27     | 20     | 32     | 38     | 28     | 24     | –      | 222    | 28.              |

Elliott 6m
| Zawodniczki                               | Konkurencja | Round Robin | Round Robin | Round Robin | Round Robin | Round Robin | Round Robin | Round Robin | Round Robin | Round Robin | Round Robin | Round Robin | Miejsce | Faza pucharowa | Faza pucharowa | Faza pucharowa | Miejsce |
| Zawodniczki                               | Konkurencja |             |             |             |             |             |             |             |             |             |             |             | Miejsce | Ćwierćfinał    | Półfinał       | Finał          | Miejsce |
| ----------------------------------------- | ----------- | ----------- | ----------- | ----------- | ----------- | ----------- | ----------- | ----------- | ----------- | ----------- | ----------- | ----------- | ------- | -------------- | -------------- | -------------- | ------- |
| Rita Gonçalves Mariana Lobato Diana Neves | Elliott 6m  | 0-1         | 0-1         | 0-1         | 0-1         | 0-1         | 0-1         | 0-1         | 0-1         | 0-1         | 1-0         | 0-1         | 11.     |                |                |                |         |

Mężczyźni
| Zawodnik                       | Konkurencja | Wyścig | Wyścig | Wyścig | Wyścig | Wyścig | Wyścig | Wyścig | Wyścig | Wyścig | Wyścig | Wyścig | Punkty | Finałowa pozycja |
| Zawodnik                       | Konkurencja | 1      | 2      | 3      | 4      | 5      | 6      | 7      | 8      | 9      | 10     | M*     | Punkty | Finałowa pozycja |
| ------------------------------ | ----------- | ------ | ------ | ------ | ------ | ------ | ------ | ------ | ------ | ------ | ------ | ------ | ------ | ---------------- |
| João Filipe Rodrigues          | RS:X        | 20     | 16     | 9      | 11     | 23     | 7      | 25     | 22     | 20     | 3      | –      | 131    | 14.              |
| Gustavo de Lima                | Laser       | 21     | 24     | 27     | 35     | 13     | 18     | 3      | 20     | 34     | 13     | –      | 173    | 22.              |
| Álvaro Marinho Miguel Nunes    | 470         | 12     | 2      | 16     | 5      | 11     | 7      | 17     | 3      | 10     | 28     | 10     | 93     | 8.               |
| Frederico Melo Afonso Domingos | Star        | 14     | 15     | 15     | 16     | 9      | 10     | 7      | 14     | 10     | 14     | –      | 108    | 15.              |

Open
| Zawodnik                           | Konkurencja | Wyścig | Wyścig | Wyścig | Wyścig | Wyścig | Wyścig | Wyścig | Wyścig | Wyścig | Wyścig | Wyścig | Wyścig | Wyścig | Wyścig | Wyścig | Wyścig | Punkty | Finałowa pozycja |
| Zawodnik                           | Konkurencja | 1      | 2      | 3      | 4      | 5      | 6      | 7      | 8      | 9      | 10     | 11     | 12     | 13     | 14     | 15     | M*     | Punkty | Finałowa pozycja |
| ---------------------------------- | ----------- | ------ | ------ | ------ | ------ | ------ | ------ | ------ | ------ | ------ | ------ | ------ | ------ | ------ | ------ | ------ | ------ | ------ | ---------------- |
| Francisco Andrade Bernardo Freitas | 49er        | 7      | 2      | 10     | 9      | 10     | 6      | 13     | 5      | 8      | 12     | 9      | 10     | 5      | 14     | 15     | 14     | 134    | 8.               |

M=Wyścig medalowy